# Alisa v strane txudes
Alisa v strane txudes (en rus: Алиса в стране чудес, en valencià: Alícia al país de les meravelles) és una pel·lícula d'animació ucraïnesa-soviètica de 1981 basada en la novel·la del 1865 de Lewis Carroll Les aventures d'Alícia al país de les meravelles. Va ser produïda per Kíivnaukfilm i dirigida per Iefrem Prujanskyi (Єфрем Пружанський). Originalment es va emetre a la televisió ucraïnesa en tres parts.